# دیوار دریایی

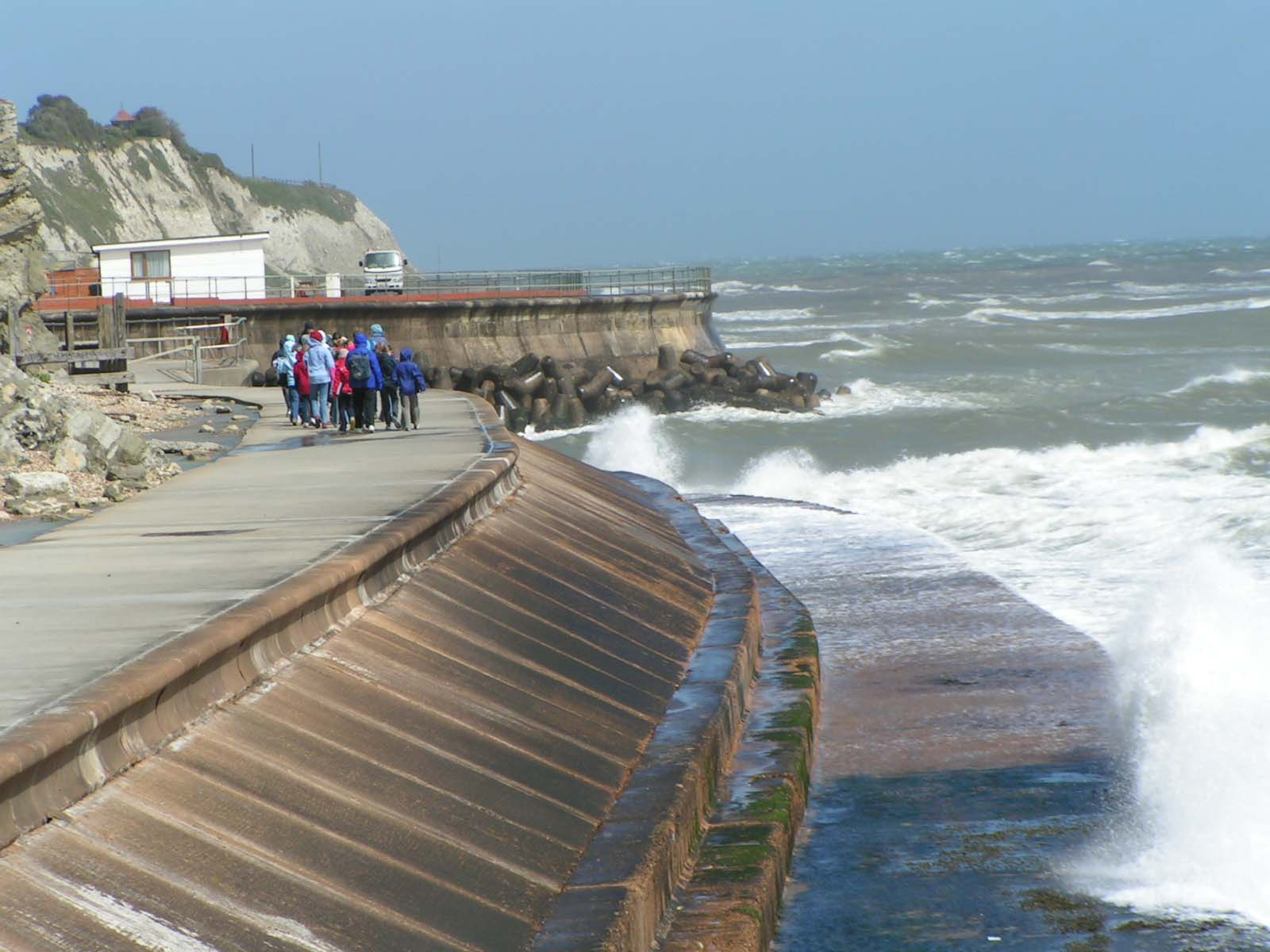
یک دیوار دریایی مدرن در ونتنار در جزیره وایت بریتانیا.

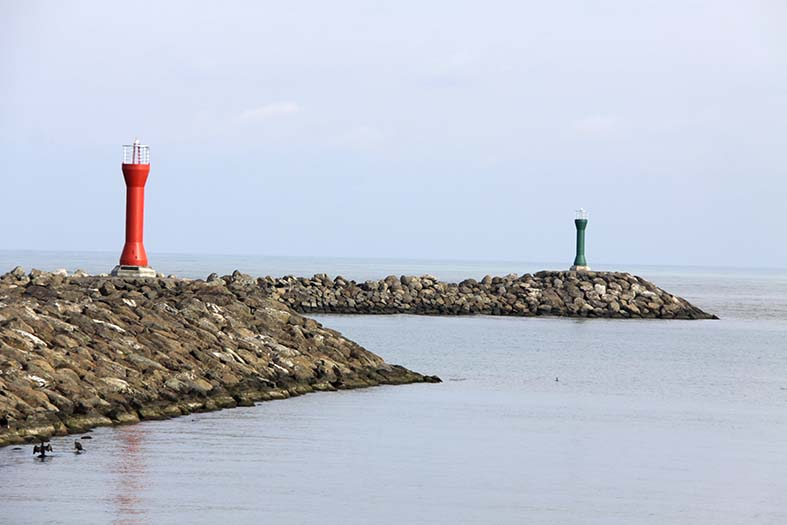
یک دیوار دریایی در محدودهٔ اسکله، آستارا

دیوارهای دریایی دیواره‌هایی هستند که توسط انسان برای جلوگیری از عمل تخریبی امواج و جریان‌های دریایی در کنار دریا ساخته می‌شوند.

## دیوار دریایی طبیعی
به توده‌های دیوارمانندی که در اثر تجمع قلوه‌سنگ‌ها و دیگر مواد سست در موارد طوفانی در کنار دریا جمع می‌شود، دیوار دریایی طبیعی گفته می‌شود.

## نگارخانه

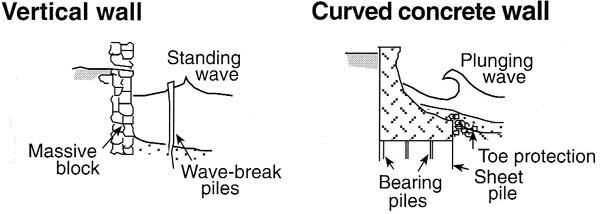
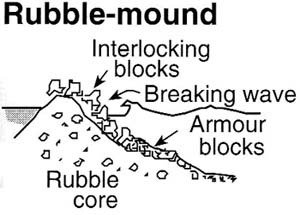